# فرانشيشك بوجاك (متزلج قفز)
فرانشيشك بوجاك (بالبولندية: Franciszek Bujak)‏ هو متزحلق نوردي مزدوج بولندي، ولد في 25 نوفمبر 1896 في زكوبن في بولندا، وتوفي بنفس المكان في 11 سبتمبر 1975.

## وصلات خارجية
- فرانشيشك بوجاك على موقع اللجنة الأولمبية الدولية (الإنجليزية)
- فرانشيشك بوجاك على موقع أوليمبيديا (الإنجليزية)
- فرانشيشك بوجاك على موقع اللجنة الأولمبية البولندية (مؤرشف) (البولندية)